# محمود خیامی
محمود خیامی (زاده ۱۷ دی ۱۳۰۸ مشهد، ایران در محلهٔ کوچه سرشور حرم – درگذشتهٔ ۹ اسفند ۱۳۹۸ لندن، انگلستان) از کارآفرینان و عمده‌ترین صاحبان صنایع خودروسازی در ایران بود. برادر بزرگتر وی احمد خیامی از بنیان‌گذاران و شریک وی در ایران ناسیونال بود. وی تبعه کشور فرانسه بود.
در کارنامه او، فعالیت‌های فرهنگی و آموزشی هم دیده می‌شود. فعالیت‌های مهم اقتصادی احمد و محمود خیامی تا سال ۱۳۵۷ در ایران ادامه یافت تا اینکه در جریان مصادره‌های ابتدای انقلاب، تمامی اموال برادران خیامی مصادره شدند و آنها ناگزیر ایران را ترک کردند.
خانواده خیامی، خانواده‌ای سنتی بودند از طبقه متوسط جامعه. پدر بازاری بود و خانه شان در محله سرشور قرار داشت که افراد سرشناس زیادی در آن زندگی می‌کردند. احمد خیامی، خانه کودکی اش را این‌طور توصیف می‌کند: «طرف منزل ما بازاری به طول هفتصد متر به نام بازار سرشور و حمامی به اسم حمام شاه ساخته بودند». منبع برگرفته شده از کتاب پیکان سرنوشت ما نوشته احمد خیامی
محمود خیامی در تاریخ ۹ اسفند سال ۱۳۹۸ در سن ۹۰ سالگی و در شهر لندن چشم از جهان فروبست.

## زندگی‌نامه
محمود خیامی، فرزند علی‌اکبر خیامی است و اصالتاً مشهدی است. پدر او کامیون‌دار بود. ارتش شوروی که در دوران جنگ جهانی اول مشهد را اشغال کرده بود، کامیون‌های او را مصادره و پس از پایان جنگ به شوروی منتقل کرد. علی‌اکبر خیامی از آن پس مکان توقف‌گاه کامیون‌ها را تبدیل به تعمیرگاه کامیون نموده به کسب و کار ادامه داد. محمود که در آن زمان شاگرد «دبیرستان شاه رضا» در مشهد بود بخاطر کمک به پدر به تحصیل شبانه در «دبیرستان رازی» ادامه داد. محمود و برادرش در سال ۱۳۲۸ به تهران رفته و در آنجا با دریافت مجوز اتوبوس‌سازی، اولین قدم را در راه خودروسازی برداشتند.
در واقع او با برادرش، از ماشین‌شوری در مشهد شروع کردند. سپس از تعمیرات ساده کنار خیابان، کار در تعمیرگاه خودرو را انجام دادند. سال ۱۳۲۸ برادران خیامی به تهران عزیمت کردند. در جاده کرج قسطی زمینی خریدند و کم‌کم در آن جا تعمیرگاه، کارگاه اتاق ساز، فروشگاه لوازم یدکی و صندلی سازی برپا داشتند. در این کارگاه احمد خیامی از نماینده مرسدس بنز در ایران شاسی اتوبوس‌های مرسدس بنز را می‌گرفت و روی آن‌ها اتاق می‌ساخت. برای اتوبوس‌هایی که می‌ساخت دستشویی و توالت کوچک و یخچال هم درست می‌کرد. برای راحتی مسافران، کارگاه ساخت صندلی را هم احداث کرد. این کارگاه صندلی‌سازی بعدها الهام‌بخش او در ساختن نخستین کارخانه بزرگ مبل‌سازی ایران به نام «مبلیران» شد. او جزو نخستین کارآفرینانی بود که برای کارگران و کارکنانش خانه ساخت.
دکتر رضا یادگاری (کارآفرین اثر گذار ملی و مدیرعامل باشگاه توسعه کسب و کار یونسکو) و دکتر مهشید سنایی فرد بنیانگذاران مجموعه کتابهای ۱۰۰۰ جلدی زندگی‌نامه کارآفرینان و مدیران بزرگ ایرانی (رکورددار کتاب‌های کارآفرینی در سایت جهانی آمازون و برندگان جایزه ملی جلال آحمد به پاس دو دهه نگارش ادبیات اقتصادی ایران) بِه همراه دکتر علی نظامی فرد به عنوان مشاور پژوهشی، کتابی را تحت نام کارآفرینی به شیوه برادران خیامی برای دانشگاه بهشتی نوشتند که مورد استقبال دانشجویان و کارآفرینان بزرگ ایرانی قرار گرفت.

## پیش از انقلاب ۱۳۵۷
محمود خیامی به همراه برادر و خواهرشان، کارگاه مونتاژ خودروی ایران را سال ۱۳۴۱ تأسیس کرده بودند. زمانی که شرکت آنها با تشکیلات جدید و نام رسمی "ایران ناسیونال” در سال ۱۳۴۶ و با سرمایه ۴۰ میلیون تومان ثبت شد، تنها می‌توانست روزانه ۱۰ خودروی سبک و ۷ خودروی سنگین (اتوبوس و کامیون بنز) تولید کند.
هفت سال بعد از تأسیس ایران ناسیونال، این شرکت اعلام کرد که سرمایه شرکت در همین مدت کوتاه، بیش از ۱۲ برابر شده و ایران ناسیونال از نظر کیفیت و کمیت تولید، در ردیف بزرگ‌ترین خودروسازان آسیا قرار گرفته است. پس از آن، در سال ۱۳۵۲، ایران ناسیونال اعلام کرد که خودکفایی در تولید قطعات یدکی را در راس برنامه‌هایش قرار داده است. از این رو، خیامی‌ها علاوه بر پایه‌گذاری نخستین صنعت خودروسازی در ایران چندین کارخانه و مؤسسه تولیدی دیگر راه‌اندازی کردند که سهم مهمی در صنعت و اشتغال کشور داشتند. «کارخانه لاستیک‌سازی بریجستون ایران»، «شرکت پیستون‌سازی ایران»، «کارخانه ایدم در تبریز برای تولید موتور دیزل»، «کارخانه پلی‌رنگ (تولیدکننده رنگ خودرو)»، «کارخانه فنرسازی در جاده کرج»، «شرکت ریخته‌گری» و «شرکت رضای مشهد (رینگ سازی مشهد فعلی)» و تأسیس دو هنرستان برای تربیت تکنیسین از جمله آن‌ها هستند. آنها که پیش‌تر برای اتوبوس‌ها اتاق می‌ساختند، برای راحتی مسافران، کارگاه ساخت صندلی را هم احداث کردند. این کارگاه صندلی‌سازی بعدها الهام‌بخش محمود خیامی در ساختن نخستین کارخانه بزرگ مبل‌سازی ایران به نام «مبلیران» شد.
در همین سال‌ها، محمود خیامی با کمک گروهی دیگر از سرمایه‌داران ایران، بانک صنعت و معدن و فروشگاه‌های زنجیره ای کوروش (قدس فعلی) را نیز بنیان نهاد.
در این سال‌ها، رقابت ایران ناسیونال با هیوندای کره شروع شده بود. در سال ۱۳۵۶، او با ایران ناسیونال اعلام کرد که می‌خواهد "پیکان” را از خط تولیدش خارج کند، با شرکت پژو وارد شراکت جهانی شود و تولیداتش را به کشورهای دیگر صادر کند.
محمود خیامی جزو اولین کارآفرینانی بود که برای کارگران و کارکنانش خانه ساخت و شهرک پیکان که خانه برای کارکنان ایران ناسیونال بود را ایجاد کرد.

## انقلاب ۱۳۵۷
در زمان و پس از پیروزی انقلاب ۱۳۵۷، چپ گرایان و بازاریانِ حامی انقلاب، صاحبان صنعت را پایگاه امپریالیسم و دشمن می‌دانستند. این نگاه به صنعت موجب تصویبِ «قانون حفاظت و توسعه صنایع ایران» شد که به‌دنبال جلوگیری از وابستگی به «سرمایه‌داری غارتگر جهانی» و «جهت احیاء و ادارهٔ صحیح» اقتصاد و صنایع بود. نام برادران خیامی نیز در میان افراد ذکر شده در این قانون آمد.
از این رو، توسط دادگاه‌های انقلاب محمود خیامی به عنوان سرمایه‌دار دستگیر و در جریان مصادره‌های ابتدای انقلاب، اموالش از جمله کارخانه‌ها و املاک شخصی مصادره شد، همه دارایی‌ها، از جمله حساب‌های بانکی وی مسدود شد و به نوعی از کشور اخراج شد و تا زمان مرگ را در انگلستان سپری کرد.
بنابر روایتی دیگر، محمود خیامی هفته قبل از ۲۲ بهمن برای مذاکره‌ای فنی به لندن رفته بود. اما پس از مصادره اموال و ذکر نام او توسط شورای انقلاب، او دیگر به ایران بازنگشت.

## پس از انقلاب ۱۳۵۷
محمود خیامی معتقد بود که اگر روند فعالیت شرکت ایران ناسیونال ۸ تا ۱۰ سال دیگر ادامه پیدا می‌کرد، ایران دیگر نیازی به صنعت نفت نداشت.
او به دلیل سابقه خوبی که در همکاری با شرکت مرسدس بنز آلمان داشت، از این شرکت اعتبار گرفت و در خارج از ایران، کارش را به عنوان فروشنده از صفر آغاز کرد و موفق شد که نمایندگی‌های فروش مرسدس در انگلیس و آمریکا را به‌دست بیاورد.
محمود خیامی مدیر بنیاد خیامی بود که در سال ۲۰۰۰ میلادی توسط وی تأسیس شد. این بنیاد در کنار فعالیت‌های خیریه در زمینه‌های بهداشت، کودکان و پناهندگان، فعالیت‌هایی را در زمینه گفتگوی بین ادیان را نیز در برنامه خود قرار داده است. این بنیاد در سال ۲۰۰۵ کنفرانس دو روزه‌ای تحت عنوان «آیا اسلام خطری برای غرب محسوب می‌شود؟» به منظور ایجاد تفاهم بین اسلام و غرب برگزار کرد.
خیامی در سال‌های اخیر صد و ده مدرسه به نام امام علی در روستاهای استان خراسان ساخته بود و هشت مجموعه بزرگ آموزشی نیز به نام ثامن‌الائمه در مشهد احداث کرده‌بود. او همچنین ساخت هجده مجموعه کار و دانش را در استان خراسان به پایان رسانده بود که هجده میلیارد تومان هزینه دربرداشت.
بخش دیگری از ثروت خیامی هم به خرید اشیای عتیقه ایرانی در حراجی‌های بین‌المللی اختصاص یافته است.
او همچنین صاحب چندین نمایندگی اتومبیل‌های مرسدس بنز در کشورهای انگلستان و ایالات متحده آمریکا بوده است. وی در سال ۲۰۰۷ میلادی کمک یک میلیون پوندی را به حزب کارگر انگلستان اعطا کرد که قدردانی تونی بلر واکنش‌های گسترده‌ای را در رسانه‌های بریتانیا به همراه داشت.
رضا نیازمند اولین رئیس سازمان گسترش و نوسازی صنایع ایران دربارهٔ زندگی محمود خیامی پس از انقلاب گفته است: «خیامی هرچه داشت را در ایران‌ناسیونال هزینه کرد. پس از انقلاب خیامی هم از ایران فرار کرده بود و کارخانه را هم مصادره کرده بودند. من لندن بودم و فکر کردم نکند که مشکل مالی داشته باشد. روزی او را دیدم و پرسیدم که آیا درآمدی داری که گذران زندگی کنی؟ گفت خیالت راحت باشد روزی که من رفتم برای قرارداد با انگلیسی‌ها، طرف انگلیسی به من توصیه کرد که در این قرارداد یدکی‌ها را نگذار و برای تأمین قطعات یدکی قرارداد جداگانه‌ای به نام خودت ببند، نه شرکت ایران‌ناسیونال. تو اگر بنا بر هر دلیلی از کارخانه بروی سود حاصل از خرید و فروش قطعات یدکی فقط به تو تعلق می‌گیرد. حق‌الزحمه این قرارداد ۱۵ درصد برای فروش هر قطعه بود؛ یعنی از زمان آغاز تولید پیکان در ایران هر قطعه یدکی برای پیکان از انگلیسی‌ها خریداری شده است ۱۵ درصد آن سهم خیامی‌ها بوده است.»
خیامی تلاش‌هایش به ویژه در ایران را به درختی پربار تشبیه کرده که ریشه‌های آن را زده‌اند.
بهزاد نبوی وقتی وزیر صنایع سنگین بود در جلسه ای با مدیران آن وزارتخانه از گاو صندوق محمود خیامی گفت که بعد از رفتنش گشوده شد با اسناد و نقشه‌هایی که نشان می‌داد ساخت کامل سواری ایرانی می‌باید سال ۱۳۶۰ عملی شده باشد.

## نشان و لقب‌های محمود خیامی
خیامی دارای چند نشان و لقب از مراجع غربی است، از جمله: CBE «فرماندهٔ رتبهٔ امپراتوری بریتانیا»، نشان KSS یا «سنکت سیلوستر» (نشان رتبه پنجم کلیسای کاتولیک) و همچنین «Royal Order of Francis I»